# جون في. فرناندس
جون في. فرناندس هو سياسي أمريكي، ولد في 16 نوفمبر 1952 في ميلفورد في الولايات المتحدة. نشط حزبياً في الحزب الديمقراطي. وقد انتخب عضو مجلس نواب ماساتشوستس ‏.